# Orchomenos (Beocja)
Orchomenos (gr. Ορχομενός) – miejscowość w Grecji, w administracji zdecentralizowanej Tesalia-Grecja Środkowa, w regionie Grecja Środkowa, w jednostce regionalnej Beocja, na północnym brzegu jeziora Kopais, do którego wpadała rzeka Kefissos. Siedziba gminy Orchomenos. W 2011 roku liczyła 5238 mieszkańców.

## Mitologia
Według mitologii król Orchomenos, Atamas, i jego żona Ino mieli opiekować się nowo-narodzonym Dionizosem.

## Okres mykeński
W okresie cywilizacji mykeńskiej jedno z ważniejszych królestw, które wymienia Homer w Iliadzie w katalogu okrętów. Władcy Orchomenos przeprowadzili ogromne prace melioracyjne, które osuszyły aluwialną równinę wokół jeziora Kopais. W połowie XIII wieku twierdza w Orchomenos, podobnie jak cytadele w Mykenach, Tirynsie, Pylos i Tebach, została zniszczona. Z okresu mykeńskiego pochodzą ruiny pałacu królewskiego, dekorowanego freskami, mury obronne oraz tzw. skarbiec Minyasa, wspaniałego grobowca tolosowego porównywanego ze skarbcem Atreusza w Mykenach. Badania archeologicznych pozostałości mykeńskich w Orchomenos przeprowadził w latach 1880–1886 Heinrich Schliemann.

## Okresarchaicznyiklasyczny
Po wojnie trojańskiej Orchomenos stracił na znaczeniu. Miasto uległo dominacji Teb i w 600 p.n.e. weszło w skład Związku Beockiego, jednak próbowało zachować niezależność od Teb, bijąc m.in. swoją monetę aż do 387 p.n.e. i prowadząc niezależną politykę. Po bitwie pod Platejami Orchomenos, jako biorący udział w wojnie, stał się członkiem Związku Helleńskiego. W IV stuleciu p.n.e. Orchomenos zdecydował się na wystąpienie ze Związku Beockiego i sojusz ze Spartą przeciw Tebom. Żołnierze miasta wzięli udział w wojnach w 395 p.n.e. i w 394 p.n.e. Po bitwie pod Leuktrami za namową tebańskiego wodza Epaminondasa oszczędzono Orchomenos i przyjęto go ponownie do Związku. Jednak zdrada, której znowu dopuścił się Orchomenos została ukarana przez Teby w 364 p.n.e. Związek Beocki nakazał zabić wszystkich mężczyzn, kobiety i dzieci sprzedać do niewoli a miasto zburzyć. Odbudowane w 355 p.n.e. przez Onomarchosa, zostało ponownie zburzone przez Teby w 349 p.n.e. W 338 p.n.e. odbudował je Filip II Macedoński.

## Znaczenie kulturalne
W starożytności Orchomenos nosił przydomek „miasta Charyt”, ponieważ odbywały się tu haretesia, muzyczne i poetyckie zawody poświęcone boginiom wdzięku.

## Archeologia
Z czasów antycznych przetrwały fragmenty świątyni Asklepiosa badane w 1893 przez de Riddera i teatr z końca IV w. p.n.e., który służył mieszkańcom do IV w. n.e.